# East Worcester
East Worcester es un lugar designado por el censo ubicado en el condado de Otsego en el estado estadounidense de Nueva York. En el Censo de 2020 tenía una población de 327 habitantes y una densidad poblacional de 50,23 habitantes por km². Fue incluido como CDP en el censo de 2020.

## Geografía
East Worcester se encuentra ubicado en las coordenadas 42°37′24″N 74°40′17″O / 42.62333, -74.67139. Según la Oficina del Censo de los Estados Unidos,  tiene una superficie total de 6,51 km², todos correspondientes a tierra firme.